# Wetterhorn
Pour l’article homonyme, voir Pic Wetterhorn.
Le Wetterhorn (littéralement « Corne du temps ») est un sommet du massif des Alpes bernoises à 3 690 m d'altitude, dans le canton de Berne en Suisse.
Il fait partie du petit massif des Wetterhörner, constitué de trois sommets de situations et d'altitudes proches : le Wetterhorn proprement dit, qui est le plus visible depuis Grindelwald, le Mittelhorn qui, avec 3 704 m d'altitude, est le plus élevé, et le Rosenhorn (3 689 m).

## Alpinisme

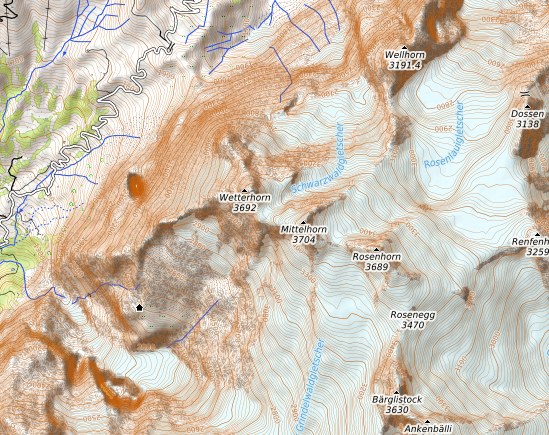
Carte topographique du Wetterhorn.

Le Rosenhorn a été gravi pour la première fois le 28 août 1844 par Édouard Desor, Daniel Dolphus-Ausset, MM. Duspasquier et Stengel avec les guides Hans Wahren, Hans Jaun, Gaspard Nägeli, Heinrich Bossli, Melchior Bannholzer et Daniel Brigger.
La première ascension du Wetterhorn a été réalisée par les guides Melchior Bannholzer et Hans Jaun le 31 août 1844,.
Le 7 juillet 1845 Franz Fankhauser et Gottfried Roth, avec les guides Christian Michel, Johann et Peter Bohren, firent la seconde ascension du Wetterhorn, et la première directement depuis Grindelwald.
Le point culminant, dernier sommet vierge des WetterHörner, le Mittelhorn fut gravi pour la première fois le 9 juillet 1845 par l'écossais Stanhope Templeton Speer, avec Melchior Bannholzer, Hans Jaun guides et Kaspar Abplanalp.

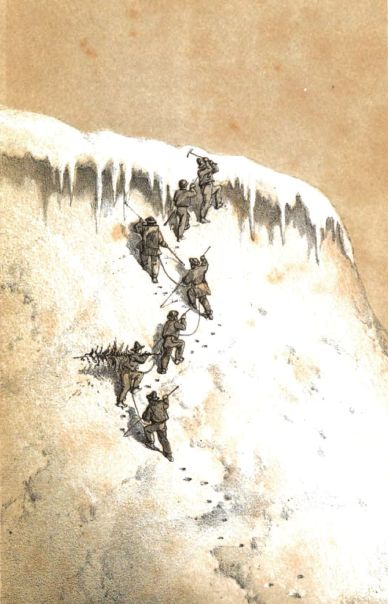
Franchissement de la corniche sommitale par Alfred Wills et ses guides en 1854. On voit le jeune Christian Almer portant le sapin devant servir de drapeau au sommet.

Mais l'ascension la plus fameuse est celle d'Alfred Wills, en 1854, parti avec les guides de Chamonix Auguste Balmat et Auguste Simond, Ulrich Lauener de Lauterbrunnen et Peter Bohren de Grindelwald. Ces deux derniers avaient emporté une plaque de fer de deux pieds sur trois, pour la planter comme drapeau au sommet. Ils furent rattrapés et dépassés pendant l'ascension par deux paysans et chasseurs de chamois de Grindelwald, Christian Almer et Ulrich Kaufman, qui portaient un jeune sapin, afin eux aussi de le planter comme drapeau au sommet. Après avoir manqué d'en venir aux mains avec les Chamoniards, ils assurèrent de ne pas leur voler la victoire et, après avoir partagé du chocolat, les deux groupes firent équipe jusqu'au sommet. Cette ascension, et le récit qu'en fit Wills dans Wandering among the high Alps, marque pour les Britanniques le début de l'âge d'or de l'alpinisme.
Ulrich Lauener avait déclaré à Wills que personne n'en avait encore réussi l'ascension. Il insista par ailleurs pour engager comme guide supplémentaire Peter Bohren, qui avait conduit 9 ans tôt Fankhauser et Roth au sommet. Le fait de guider un client pour une première ascension rapportait plus d'argent aux guides.

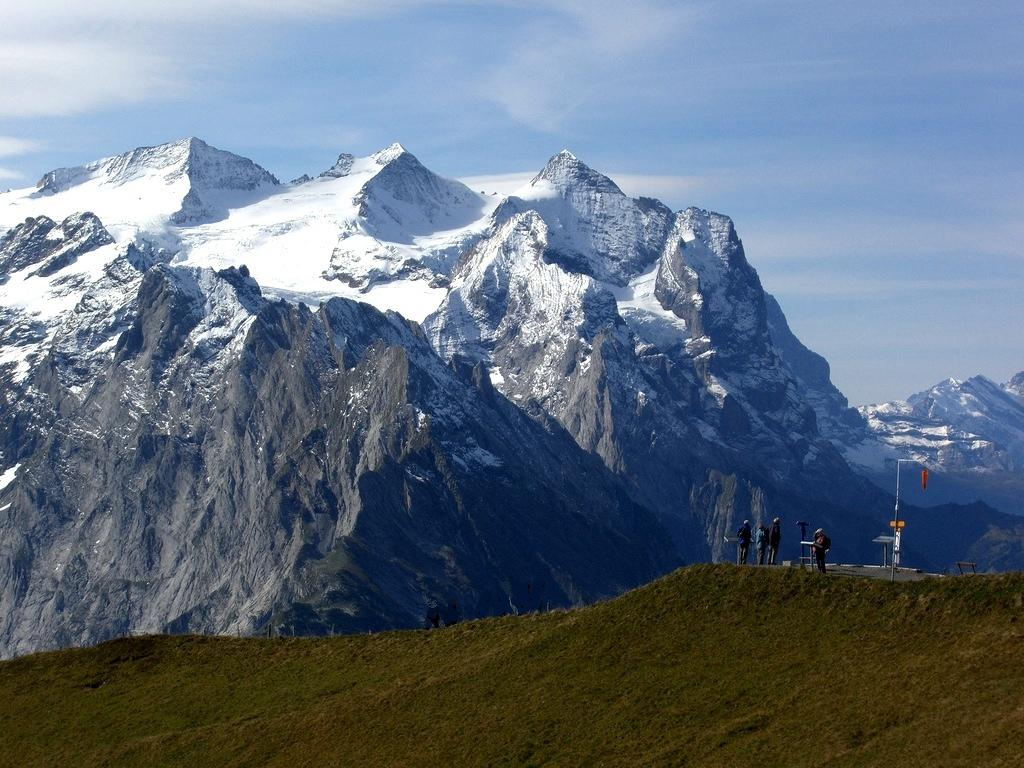
Les Wetterhörner, avec de gauche à droite le Rosenhorn, le Mittelhorn et le Wetterhorn.
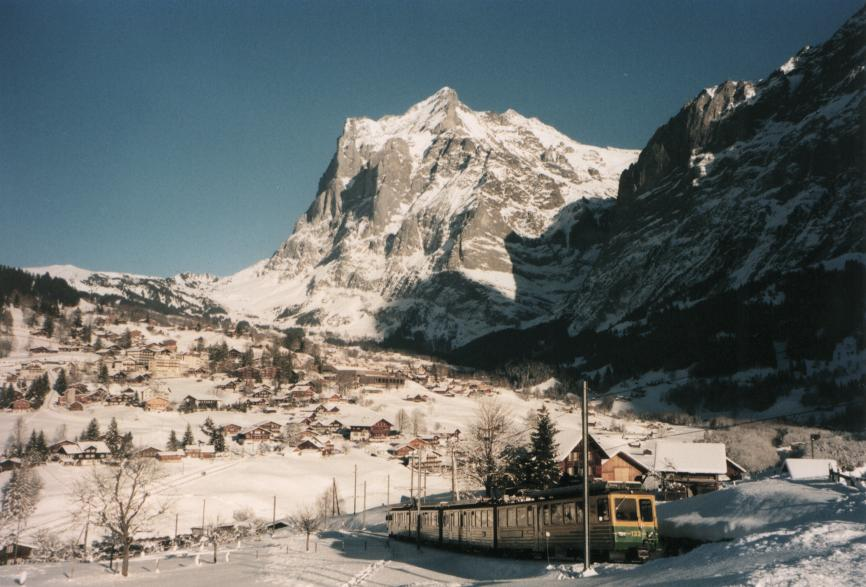
Grindelwald avec le Wetterhorn en hiver

## Évocation artistique
La montagne a été peinte par Barthélemy Menn en 1843-1845 : Le Wetterhorn vu depuis le Hasliberg.